# Oskar Sivertsen
Oskar Sivertsen (Stavanger, 15 februari 2004) is een Noors voetballer die doorgaans speelt als aanvaller. Hij komt sinds 2025 uit voor Go Ahead Eagles.

## Clubcarrière
Sivertsen doorliep de jeugdopleiding van Kristiansund BK. Op 22 augustus 2020 mocht hij zijn debuut maken in het eerste elftal, tegen Sarpsborg 08 FF. Hij kwam in de 88e minuut in de ploeg voor Liridon Kalludra en scoorde zes minuten later zijn eerste doelpunt (4-1). In het seizoen 2022 werd Sivertsen verhuurd aan IL Hødd, dat uitkwam in de 2. Divisjon, het derde niveau. Hij speelde vijf competitiewedstrijden en één bekerwedstrijd voor Kristiansund hem terughaalde. In het seizoen 2023 was hij een vaste waarde in dat elftal. Hij promoveerde dat jaar met Kristiansund van de OBOS-ligaen naar de Eliteserien. In totaal speelde Sivertsen 70 wedstrijden voor het eerste elftal van Kristiansund, waarin hij twaalf keer scoorde. 

### Go Ahead Eagles
In februari 2025 haalde Go Ahead Eagles Sivertsen naar Deventer. De club zocht een vervanger voor de naar Ajax vertrokken Oliver Edvardsen en vond deze in de vorm van landgenoot Sivertsen. Hij maakte zijn debuut op 5 februari 2025 in de kwartfinale van de KNVB Beker tegen VV Noordwijk (3-1). Hij kwam in de 77e minuut in de ploeg voor Jakob Breum.

## Interlandcarrière
Sivertsen speelde in zes verschillende jeugdelftallen van Noorwegen. Met het Noors voetbalelftal onder 19 speelde hij op het EK –19 van 2023. Noorwegen werd in de halve finale uitgeschakeld door Portugal –19.

## Statistieken
| Seizoen | Club            | Competitie  | Competitie | Competitie | Beker | Beker | Overig | Overig | Totaal | Totaal |
| Seizoen | Club            | Competitie  | Wed.       | Dlp.       | Wed.  | Dlp.  | Dlp.   | Dlp.   | Wed.   | Dlp.   |
| ------- | --------------- | ----------- | ---------- | ---------- | ----- | ----- | ------ | ------ | ------ | ------ |
| 2020    | Kristiansund BK | Eliteserien | 2          | 1          | 0     | 0     | 0      | 0      | 2      | 1      |
| 2021    | Kristiansund BK | Eliteserien | 5          | 1          | 1     | 1     | 0      | 0      | 6      | 2      |
| 2022    | Kristiansund BK | Eliteserien | 2          | 0          | 0     | 0     | 0      | 0      | 2      | 0      |
| 2022    | → IL Hødd       | 2. Divisjon | 5          | 0          | 1     | 2     | 0      | 0      | 6      | 2      |
| 2023    | Kristiansund BK | 1. divisjon | 23         | 3          | 2     | 0     | 4      | 1      | 29     | 4      |
| 2024    | Kristiansund BK | Eliteserien | 28         | 5          | 3     | 0     | 0      | 0      | 31     | 5      |
| 2024/25 | Go Ahead Eagles | Eredivisie  | 2          | 0          | 1     | 0     | 0      | 0      | 3      | 0      |
| Totaal  | Totaal          | Totaal      | 67         | 10         | 8     | 3     | 4      | 1      | 79     | 14     |

Bijgewerkt op 2 maart 2025.

## Erelijst

### Go Ahead Eagles
KNVB Beker:
- Winnaar (1): 2024/25